# Рудольф фон Бюнау (майор)
Рудольф фон Бюнау (нім. Rudolf von Bünau; 6 травня 1915, Штутгарт, Німецька імперія — 15 серпня 1943, РРФСР) — німецький офіцер, майор вермахту. Кавалер Лицарського хреста Залізного хреста.
Старший син генерала піхоти Рудольфа фон Бюнау.

## Біографія
Навчався в Людвігсбурзі та Дрездені. 1 квітня 1935 року поступив на службу в 5-й автомобільний дивізіон в Штутгарті. Учасник Польської, Французької, Балканської кампаній і боїв на радянсько-німецькому фронті. В 1943 році призначений командиром 9-го танково-розвідувального дивізіону 9-ї танкової дивізії.
23 липня 1943 року Бюнау відзначився у боях на південь від Орла. Протягом восьми годин його дивізіон захищав село Осське від атак радянських військ, після чого організував контратаку. Як наслідок, дивізіон зайняв важливу висоту, село Піскалінка і сусідній ліс, а також завдав ворогу значних втрат — 800 вбитих солдатів і 13 знищених танків.
15 серпня 1943 року Бюнау загинув у бою. Похований товаришами в Рославлі. Могила була знищена радянськими військами, станом на 2019 рік останки не знайдені.

## Звання
- Фанен-юнкер (1 квітня 1935)
- Лейтенант (1 квітня 1937)
- Оберлейтенант (1 серпня 1939)
- Гауптман (1 квітня 1942)
- Майор (посмертно)

## Нагороди
- Медаль «За вислугу років у Вермахті» 4-го класу (4 роки)
- Залізний хрест 2-го і 1-го класу (1939) — за заслуги під час Польської кампанії.
- Нагрудний знак «За участь у загальних штурмових атаках»
- Медаль «За зимову кампанію на Сході 1941/42»
- Нагрудний знак «За танкову атаку»
- Лицарський хрест Залізного хреста (8 серпня 1943) — за заслуги у боях під Орлом (див. вище).